# Rome (Pensilvania)
Rome es un borough ubicado en el condado de Bradford en el estado estadounidense de Pensilvania. En el año 2000 tenía una población de 382 habitantes y una densidad poblacional de 238 personas por km².

## Geografía
Rome se encuentra ubicado en las coordenadas 41°51′25″N 76°20′30″O / 41.85694, -76.34167.

## Demografía
Según la Oficina del Censo en 2007 los ingresos medios por hogar en la localidad eran de $26,417 y los ingresos medios por familia eran $29,875. Los hombres tenían unos ingresos medios de $27,222 frente a los $16,458 para las mujeres. La renta per cápita para la localidad era de $15,127. Alrededor del 20.6% de la población estaba por debajo del umbral de pobreza.